# Kensal Green (stacja metra)
Kensal Green – naziemna stacja kolejowa zarządzana przez Metro londyńskie i leżąca na jego linii Bakerloo Line. Używa jej także London Overground, którego pociągi stają tu na trasie z dworca Euston do Watford (linia Watford DC Line).